# Baro (Lérida)
Baro es una localidad perteneciente al municipio de Soriguera, en la provincia de Lérida, comunidad autónoma de Cataluña, España. En 2019 contaba con 52 habitantes.